# Антибија
Антибија је личност из грчке митологије.

## Етимологија
Име Антибија означава „ону која се супротставља снази“.

## Митологија
Антибију (или Артибију) неки извори наводе као Амфидамантову кћерку, удату за Стенела, са којим је имала Еуристеја, Ифита, Алкиону и Медузу.
Други извори наводе Антибију као Пелопову кћерку.